# Swetes
Swetes (también conocida como Sweet's) es una localidad de Antigua y Barbuda, en la parroquia de Saint Paul.
Se ubica a una altitud de 60 m sobre el nivel del mar, en el sur de la isla Antigua.
Según estimación 2010 contaba con una población de 1800 habitantes.